# Sidney Brown
Sidney William Brown (Winterthur, 7 marzo 1865 – Baden, 1º agosto 1941) è stato un progettista, collezionista d'arte e imprenditore svizzero, fratello minore di Charles Eugene Lancelot Brown.

## Biografia
Sidney Brown nacque dall'imprenditore britannico Charles Brown e da Eugénie Pfau di Winterthur. Il fratello maggiore era il progettista Charles Eugene Lancelot Brown. Sidney Brown studiò con il fratello maggiore alla Technikum Winterthur e fu tra i soci del Velocipedeclub Winterthur (oggi RV Winterthur), divenendone poi presidente. Dopo gli studi lavorò con il padre nel 1884 presso la Maschinenfabrik Oerlikon. Una volta fondata la Brown, Boveri & Cie. nel 1891, Sidney Brown diventò capo tecnico e più tardi sedette nel consiglio di amministrazione.
Nel 1896 sposò la figlia dell'imprenditore socio Sulzer AG, Jenny Sulzer. Il viaggio di nozze passò per Parigi dove acquistarono il dipinto di Eugène Boudin Wäscherinnen. Diventò il primo collezionista d'arte a introdurre in Svizzera le opere dei pittori moderni francesi. Negli anni successivi collezionò opere di pittori della Münchner Schule come Ludwig Herterich, Leo Putz e Franz von Stuck. Nel 1901 presso Baden acquisì la Villa Langmatt dove nel 1906 aprì una galleria d'arte. Dal 1908 i coniugi Brown, attraverso il pittore Carl Montag, acquisirono opere dell'impressionismo francese. In pochi anni collezionarono dipinti di Paul Cézanne, Paul Gauguin, Camille Pissarro, Pierre-Auguste Renoir. Nella casa acquisirono mobili, porcellane, orologi, argenti e libri. Dopo la morte del figlio John A. Brown nel 1987, la casa è diventata museo e le opere gestite da una fondazione nel 1990.

## Onorificenze
- 1916 - Cittadinanza onoraria della città di Baden
- 1930 - Dottore emerito del Politecnico federale di Zurigo